# Henrik Williams
Henrik Williams (* 16. Oktober 1958) ist ein schwedischer Skandinavist und Runologe.
1990 wurde er an der Universität Uppsala promoviert und war dort anschließend in verschiedenen Positionen tätig, seit 2002 als ordentlicher Professor für skandinavische Sprachen und seit 2021 Professor für Runologie. Zu seinen Forschungsinteressen zählen die soziale Dimension von Runensteinen, Personennamen, altisländische mythologische Texte und runenähnliche Inschriften in Nordamerika.
Henrik Williams ist Mitglied der Akademie der Wissenschaften Agder (seit 2017), der Königlichen Gustav-Adolfs-Akademie für schwedische Volkskultur und des Kungliga Humanistiska Vetenskaps-Samfundet i Uppsala.
Zusammen mit James Edward Knirk gibt er seit 2011 die Zeitschrift Futhark. International Journal of Runic Studies heraus.

## Veröffentlichungen (Auswahl)
- Åsrunan. Användning och ljudvärde i runsvenska steninskrifter. Uppsala 1990, ISBN 91-506-0807-X (= Dissertation).
- Runstensteologi (= Runstenstexternas teologi). In: Bertil Nilsson (Hrsg.): Kristnandet i Sverige. Gamla källor och nya perspektiv. Uppsala 1996 (= Projektet Sveriges kristnande. Band 5), S. 291–312.
- The Kensington Runestone on exhibition in Sweden. In: Nytt om runer. Meldingsblad om runeforskning. Band 19, 2004, S. 35–36.
- (Hrsg.): Namn och runor. Uppsalastudier i onomastik och runologi till Lennart Elmevik på 70-årsdagen 2 februari 2006. Uppsala 2006, ISBN 91-506-1835-0.